# Sicaire Dardant
Sicaire Dardan, ou Jean-Sicaire Dardant, né à Brantôme (Guyenne) le 29 octobre 1763, et « mort accidentellement à Sélestat à 51 ans », est un soldat des armées révolutionnaires françaises. Puis il s'adonne à la biologie. Le présentant comme un « précurseur de Louis Pasteur », sa biographie, longtemps obscure, se solde par un aveu en 2015 : leurs auteurs confirment mettre un terme à ce véritable canular lancé le 17 septembre 1965.
Le véritable Dardan est décédé à Brantôme le 16 janvier 1842, et sa biographie reste à écrire.

## Biographie
Sicaire Dardant, né à Brantôme en 1763, un 29 octobre (porté le 30 au registre paroissial), où il est mort le 16 janvier 1842, est un soldat des armées révolutionnaires françaises, dont il démissionne en 1796 après avoir obtenu le grade de sous-lieutenant.
Il est présenté comme un biologiste précurseur de Louis Pasteur dans l'étude des maladies infectieuses (au point que Pasteur aurait écrit dans ses notes « Sans Sicaire Dardant, l'étude des agents d'infection serait encore dans les limbes ».

## La thèse duprécurseurde Pasteur montée en 1965
Le journal Sud Ouest, dans son édition régionale du 18 septembre 1965, puis le Courrier français du 9 octobre, qui reprend l'article de Sud Ouest, signalent une thèse de doctorat, consacrée par un professeur portugais de l'université de Coimbra (Portugal) à « Jean-Sicaire Dardant, né à Brantôme en 1763 et mort accidentellement à 51 ans à Sélestat, qui, après avoir embrassé la carrière militaire, démissionna à 33 ans et, venu à la biologie, jeta les bases de l'étude des agents d'infection, reprise et développée plus tard par Louis Pasteur ». L'article de Sud Ouest est mentionné à la séance du 7 octobre 1965 de la société historique et archéologique du Périgord (SHAP).
Le 13 novembre 1971, dans Périgord Actualités, Jean-Louis Galet évoque Sicaire Dardan, Brantômais né en 1763 et précurseur de Pasteur.
Comme source sur les travaux de biologie de Dardant, Jean Lapouze, adjoint au maire de Brantôme, allègue une thèse du professeur Da Silva Pombal, de l'université de Coimbra.

## Le canular révélé par leurs auteurs en 2015
À la séance du 4 novembre 1987 de la SHAP, à l'occasion du centenaire de l'Institut Pasteur, le président donne lecture d'article de Jean-Louis Galet paru en 1971. Toutefois, le compte rendu de cette séance mentionne une lettre de Patrick Esclafer de La Rode, selon laquelle « ce Jean-Sicaire Dardan n'a jamais existé et que son histoire présumée a été inventée ». Les deux notes du Bulletin de la SHAP sont mentionnées par Guy Penaud dans son Dictionnaire biographique du Périgord.
La SHAP fait part, lors de sa séance mensuelle du 7 janvier 2015, d'un aveu de Brigitte et Gilles Delluc intitulé : « Sicaire Dardan, un Brantômais célèbre malgré lui». Ils démontent l'histoire de cet « amusement » canular conçu par eux-mêmes en 1965 à Périgueux chez Jacques Lagrange, journaliste débutant à Sud Ouest.

## Hommage
Jean Lapouze, adjoint au maire de Brantôme, a fait donner le nom de Jean-Sicaire Dardan à une rue de cette ville.